# Keteng Baloseng
Keteng Baloseng, född 26 februari 1967, är en friidrottare från Botswana. Han deltog vid olympiska sommarspelen 1996.